# یواس‌اس ناساو (ال‌ایچ‌ای-۴)
یواس‌اس ناساو (ال‌ایچ‌ای-۴) (به انگلیسی: USS Nassau (LHA-4)) یک کشتی است که طول آن ۸۳۳٫۳۴ فوت (۲۵۴٫۰۰ متر) می‌باشد. این کشتی در سال ۱۹۷۸ ساخته شد.